# Comté de Carter (Montana)
Pour les articles homonymes, voir Comté de Carter.
Le comté de Carter est un des 56 comtés de l’État du Montana, aux États-Unis. En 2010, la population était de 1 160 habitants. Son siège est Ekalaka. Le comté a été fondé en 1917.

## Géolocalisation
| Comté de Custer       | Comté de Fallon         |                                 |
| Comté de Powder River | Comté de Carter         | Comté de Harding, Dakota du Sud |
|                       | Comté de Crook, Wyoming | Comté de Butte, Dakota du Sud   |

## Principale ville
- Ekalaka